# Слепое пятно предубеждения
Слепое пятно предубеждения, слепое пятно предвзятости (англ. Bias blind spot) — это когнитивное искажение, заключающееся в признании влияния предубеждений на суждения других, в то же время отрицающее влияния предубеждений на собственные суждения. Термин был введен Эмили Пронин, социальным психологом с факультета психологии Принстонского университета, совместно с коллегами Дэниелом Лином и Ли Россом. Слепое пятно предубеждения названо в честь оптического слепого пятна. У большинства людей, согласно социологическим исследованиям, проявляется данное искажение. В выборке из более чем 600 жителей Соединённых Штатов более 85% считают, что они менее предвзяты, чем средний американец. Только один участник считал, что он был более предвзятым. Люди различаются в зависимости от степени проявления данного эффекта. Это явление было успешно воспроизведено, и, похоже, что в целом более сильные личные убеждения связаны с увеличением действия «слепого пятна». Можно сделать вывод, что это стабильное индивидуальное различие, которое поддается измерению.
Слепое пятно предубеждения, по-видимому, является истинным «слепым пятном», поскольку оно не связано с реальной способностью принимать решения. Показатели компетентности в принятии решений не связаны с индивидуальными различиями в «слепом пятне». Другими словами, большинство людей, похоже, считают, что они менее предвзяты, чем другие, независимо от их реальной способности принимать решения.

## Причины
Слепое пятно предубеждения может быть связано со множеством других предубеждений и искажений.
Предвзятость обычно рассматривается как нежелательное явление, поэтому люди склонны считать свои собственные представления и суждения рациональными, точными и свободными от предвзятости. Предвзятость также применима при анализе наших собственных решений, поскольку люди, скорее всего, считают себя более рациональными лицами, принимающими решения, нежели другие.
Люди также склонны полагать, что они осведомлены о том, «как» и «почему» они принимают свои решения, и поэтому делают вывод, что предвзятость не играет роли в процессе мышления. Многие наши решения формируются из предубеждений и когнитивных искажений, которые являются бессознательными явлениями. Люди недостаточно принимают в расчет бессознательные процессы и, следовательно, не могут в полной мере видеть их влияние на процесс принятия решений.
Исследования показали, что мы все еще не в состоянии контролировать различные предубеждения, влияющие на наше восприятие, решения или суждения. Это способствует слепому пятну предвзятости, поскольку, даже если человеку говорят, что он предвзят, он не может изменить свое предвзятое восприятие.

## Влияние самоанализа
Эмили Пронин и Мэтью Куглер утверждают, что это явление связано с иллюзией самоанализа. В своих экспериментах испытуемые должны были выносить суждения о себе и о других испытуемых. Они демонстрировали стандартные предубеждения, например, оценивая себя выше других по желательным качествам (демонстрируя эффект иллюзорного превосходства). Экспериментаторы объяснили испытуемым явление предвзятости и спросили испытуемых, как это могло повлиять на их суждения. Испытуемые оценили себя как менее подверженных искажению, чем другие участники эксперимента (подтверждая, таким образом, слепое пятно предубеждения). Когда им приходилось объяснять свои суждения, они использовали разные стратегии для оценки собственной и чужой предвзятости.
Интерпретация Пронина и Куглера заключается в том, что, когда люди решают, является ли кто-то предвзятым, они оценивают его внешнее поведение. С другой стороны, оценивая, являются ли они сами предвзятыми, люди смотрят внутрь себя, исследуя свои собственные мысли и чувства в поисках мотивов. Поскольку предубеждения действуют бессознательно, самоанализ не является информативным, но люди ошибочно рассматривают его как надежный признак того, что они сами, в отличие от других людей, невосприимчивы к предвзятости.
Пронин и Куглер предоставляли своим испытуемым результаты интроспекции других людей. Для этого они делали аудиозаписи других испытуемых, которым было сказано говорить все, что придет им в голову, когда они решали, могло ли предвзятое отношение повлиять на их ответ на предыдущий вопрос. Хотя испытуемые убеждали себя, что они вряд ли будут предвзятыми, их интроспективные отчеты не повлияли на оценки наблюдателей.

## Различия в восприятии
Люди склонны приписывать предвзятость неодинаковым образом. Когда люди приходят к разным выводам, они склонны называть друг друга предвзятыми, а себя - точными и непредвзятыми. Пронин выдвигает гипотезу, что это неправильное распределение предвзятости может быть источником конфликтов и недопонимания между людьми. Например, называя мнение другого человека предвзятым, можно также цинично назвать любые  его намерения. Но исследуя собственные умозаключения, люди судят о себе, основываясь на своих благих намерениях. Вполне вероятно, что в этом случае можно приписать предвзятость другого "преднамеренному злому умыслу", а не бессознательному процессу.
Пронин также выдвигает гипотезу о осведомленности влияния «слепого пятна» для уменьшения конфликта и более «научно обоснованного» мышления. Хотя мы не в состоянии полностью контролировать предвзятость в наших собственных мыслях, следует иметь в виду, что предубеждения действуют на всех, в том числе на нас самих. Пронин предполагает, что люди могут использовать это знание, чтобы отделить намерения других от их действий.